# Африка (фрегат, 1809)
«Африка» — парусный 32-пушечный фрегат Черноморского флота Российской империи.

## История службы
Корабль «Африка» был заложен в Херсоне и после спуска на воду в 1811 году вошёл в состав Черноморского Флота.
В составе эскадр находился в практических плаваниях в Чёрном море в 1814, 1816—1819 годах.
В сентябре 1815 года и в апреле 1816 года принимал участие в доставке войск и артиллерии в укрепление Святого Николая. 
В 1821—1827 годах занимал брандвахтенный пост в Севастополе.

## Командиры фрегата
Командирами судна в разное время служили:
- М. А. Уманец (1812—1819 годы).
- И. И. Свинкин (с июля 1821 года).
- С. М. Михайли (1825 год).
- Н. И. Кондогури (1826—1829 годы).